# Горњи Коњари
Горњи Коњари (мкд. Горно Коњари) су насеље у Северној Македонији, у северном делу државе. Горњи Коњари припадају општини Петровец, која окупља источна предграђа Града Скопља.

## Географија
Горњи Коњари су смештени у северном делу Северне Македоније. Од најближег већег града, Скопља, насеље је удаљено 35 km источно.
Насеље Горњи Коњари је у оквиру историјске области Блатија, која се обухвата источни део Скопског поља. Насеље је смештено на источном ободу поља, у долини Пчиње. Западно од насеља издиже се брежуљкаст крај Которци, док се источно издиже Градиштанска планина. Надморска висина насеља је приближно 250 метара.
Месна клима је измењена континентална са мањим утицајем Егејског мора (жарка лета).

## Становништво
Горњи Коњари су према последњем попису из 2002. године имали 237 становника.
Претежно становништво су етнички Македонци (99%).
Већинска вероисповест је православље.